# Ernst John von Freyend

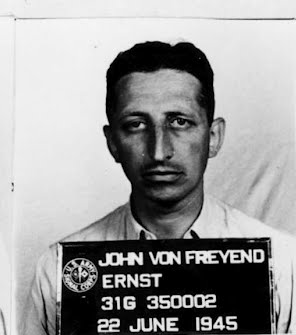
Ernst John von Freyend (1945) in US-amerikanischer Gefangenschaft

Ernst Maximilian John von Freyend (* 25. März 1909 in Breslau; † 24. März 1980) war ein deutscher Offizier der Wehrmacht und später Angehöriger des Bundesnachrichtendienstes.

## Leben
Ernst John von Freyend trat 1934 in ein Artillerie-Regiment der Reichswehr ein und wurde 1936 zum Leutnant befördert. Gleichzeitig beendete er sein Studium zum Agrarspezialisten mit Diplom. Zwischen 1936 und 1939 fungierte er als Rekrutierungsoffizier (ab 1938 als Oberleutnant) und parallel auch als Chef einer Batterie im selben Regiment, in das er anfangs eingetreten war. Bei Ausbruch des Zweiten Weltkriegs wurde von Freyend Adjutant in selbigem und während des Polenfeldzugs schwer verwundet.
Bis 1940 befand er sich im Krankenhaus; danach wurde er im Range eines Hauptmanns erneut als Adjutant eingesetzt und nahm am Unternehmen Barbarossa teil. Ab diesem Zeitpunkt fungierte er als Ordonnanzoffizier im Stab der 28. Infanterie-Division, bei der er in der Schlacht bei Smolensk 1941 erneut verwundet wurde.
Nach seiner Genesung als „frontuntauglich“ erklärt, wurde von Freyend im April 1942 zum Oberkommando der Wehrmacht versetzt und im August gleichen Jahres zum Adjutant im persönlichen Stab von Generalfeldmarschall Wilhelm Keitel ernannt. Als solcher war er überwiegend mit administrativen Aufgaben, wie etwa dem Planen von Terminen, beschäftigt. 1943 wurde er zum Major befördert.
Von Freyend war während des Attentats vom 20. Juli 1944 auf Adolf Hitler in der Wolfsschanze als Augenzeuge zugegen und wies dem Obersten Claus Schenk Graf von Stauffenberg ein Zimmer zu, wo dieser mit dem Scharfmachen der Sprengsätze begann. Kurz darauf drängte von Freyend diesen zur Eile und bot ihm an, dessen mit Sprengstoff beladene Aktentasche für ihn zu tragen. Von Stauffenberg bat ihn, möglichst nahe an Hitler aufgrund seiner Schwerhörigkeit platziert zu werden, was von Freyend trotz der bereits begonnenen Besprechung gelang. Bei der Detonation wurde von Freyend nur leicht verletzt und erhielt das Verwundetenabzeichen 20. Juli 1944.

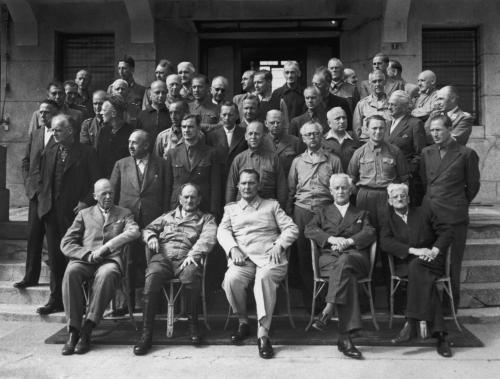
Von Freyend (letzte Reihe, 2. von links) im Kriegsgefangenenlager Ashcan mit führenden Nazis und Militärs

Seine Tätigkeit als Adjutant Keitels führte er bis Kriegsende aus; wurde im Februar 1945 noch zum Oberstleutnant befördert und sollte Adjutant der 12. Armee werden, wozu es aber aufgrund der Kriegssituation nicht mehr kam.
Von Freyend gelang es, sich bei den Nürnberger Prozessen als Assistent und Kammerdiener von Keitel darzustellen, der nicht in militärische Entscheidungsprozesse eingebunden war, weshalb die Anklage rasch das Interesse an ihm verlor. Anfang der 1950er Jahre wurde er Mitarbeiter bei der Organisation Gehlen, die am 1. April 1956 zum Bundesnachrichtendienst wurde. Zuletzt war er Leitender Regierungsdirektor (Besoldungsgruppe A 16) im Bundesnachrichtendienst. Von 1969 bis 1978 war er hauptamtlicher Hauptgeschäftsführer der Arbeitsgemeinschaft industrieller Forschungsvereinigungen „Otto von Guericke“ (AiF).
Von Freyend war verheiratet und hatte zwei Kinder.

## Auszeichnungen
- Eisernes Kreuz II. und I. Klasse
- Verwundetenabzeichen in Schwarz
- Verwundetenabzeichen 20. Juli 1944
- Bundesverdienstkreuz 1. Klasse 1979[10]

## Film
Von Freyend wurde im Film von folgenden Schauspielern dargestellt:
- Michael Fitzgerald in The Plot to Kill Hitler (1990)
- Werner Daehn in Operation Walküre – Das Stauffenberg-Attentat (2008)